# Sara Gille
Medine Sara Borita Gille, tidigare Seppälä, född Gille Ates 8 september 1981 i Österhaninge församling, Stockholms län, är en svensk politiker (sverigedemokrat). Sedan riksdagsvalet 2018 är hon invald riksdagsledamot för Malmö kommuns valkrets.
I dagsläget är hon bosatt i Dorotea.
Gille har varit aktiv inom politiken sedan 2014. Hon har beskrivit hedersvåld och tvångsäktenskap som frågor som inspirerade henne att intressera sig för att bli politiker.